# Ceccolo Broglia
Ceccolo Broglia, fill d'Enriqetto Broglia (noble de Chieri), fou un noble de Chieri.
Fou consenyor d'Orte i Acquasparta el maig de 1394. capità de cavalleria a l'exèrcit de la comuna de Pàdua el juny de 1386 fins al juny de 1388, i del comú de Fermo del març al setembre de 1389; senyor sobirà d'Asisi i de Bastia Umbra des l'octubre del 1398; capità de llancers de l'exèrcit del comte de Virtù del setembre al desembre de [1389], capità a l'exèrcit del senyor de Camerino del desembre de 1389 al gener de 1390, capità de l'exèrcit del comú de Perúgia de l'abril a l'agost de 1390; capità de l'exèrcit del Papa de l'octubre de 1390 al juliol del 1391; capità de l'exèrcit del senyor de Milà del juliol de 1391 al gener de 1392; comandant d'una companyia de Ventura pròpia des del febrer de 1392 amb la que va estar al servei de l'Església, dels Malatesta, dels Visconti i dels Appiani de Pisa.
Va morir de pesta a Empoli el 15 de juliol de 1400 i fou enterrat a Florència. Es va casar amb Giovanna Montiglio de la casa dels senyors de Saluggia, però no va tenir fills.